# Episodi di My Living Doll
La prima e unica stagione della serie televisiva My Living Doll è andata in onda negli Stati Uniti dal 27 settembre 1964 al 17 marzo 1965 sulla CBS.
| nº | Titolo originale                   | Prima TV USA      |
| -- | ---------------------------------- | ----------------- |
| 1  | Boy Meets Girl                     | 27 settembre 1964 |
| 2  | Rhoda's First Date                 | 4 ottobre 1964    |
| 3  | Uninvited Guest                    | 11 ottobre 1964   |
| 4  | Lesson in Love                     | 18 ottobre 1964   |
| 5  | Rhoda and the V.I.P.               | 25 ottobre 1964   |
| 6  | Something Borrowed, Something Blew | 1º novembre 1964  |
| 7  | The Love Machine                   | 8 novembre 1964   |
| 8  | Beauty Contest                     | 15 novembre 1964  |
| 9  | Not So Comic, Comic                | 22 novembre 1964  |
| 10 | My Robot, the Warden               | 29 novembre 1964  |
| 11 | The Rhoda Gamble                   | 6 dicembre 1964   |
| 12 | Foreign Relations                  | 13 dicembre 1964  |
| 13 | Doctor Is In                       | 16 dicembre 1964  |
| 14 | I'll Leave It to You               | 23 dicembre 1964  |
| 15 | Mechanical Perfection              | 30 dicembre 1964  |
| 16 | Pool Shark                         | 6 gennaio 1965    |
| 17 | Rhoda's Forgery                    | 13 gennaio 1965   |
| 18 | The Kleptomaniac                   | 20 gennaio 1965   |
| 19 | The Lie                            | 27 gennaio 1965   |
| 20 | Robotic Astronaut                  | 3 febbraio 1965   |
| 21 | The Witness                        | 10 febbraio 1965  |
| 22 | Rhoda Meets Dr. Robinson           | 17 febbraio 1965  |
| 23 | Rhoda the Escort                   | 24 febbraio 1965  |
| 24 | A Paris Original                   | 3 marzo 1965      |
| 25 | Rhoda's Suntan                     | 10 marzo 1965     |
| 26 | Comic Interference                 | 17 marzo 1965     |

## Boy Meets Girl
- Prima televisiva: 27 settembre 1964

### Trama
- Guest star: Dennis Rush (ragazzo), Howard Curtis (Man in Car), Jack Mullaney (madre di Peter Robinson), Doris Dowling (Irene Adams), Henry Beckman (dottor Carl Miller), Jack Coffer (uomo in auto), Arlen Stuart (ragazzo)

## Rhoda's First Date
- Prima televisiva: 4 ottobre 1964

### Trama
- Guest star: Robert P. Lieb (dottor Rochlin), Doris Dowling (Irene Adams), Jack Mullaney (Peter Robinson), Jon Silo (cameriere)

## Uninvited Guest
- Prima televisiva: 11 ottobre 1964

### Trama
- Guest star: Jack Mullaney (Peter Robinson), Doris Dowling (Irene Adams), Henry Beckman (dottor Carl Miller), Herbert Rudley (dottor Cooper)

## Lesson in Love
- Prima televisiva: 18 ottobre 1964

### Trama
- Guest star: Cliff Norton (Charlie Clabber), Herbert Rudley (dottor Cooper)

## Rhoda and the V.I.P.
- Prima televisiva: 25 ottobre 1964

### Trama
- Guest star: Jan Burrell (Miss Thomas), Lisa Gaye (Laura Cartwright), Les Tremayne (generale Alfred Cartwright)

## Something Borrowed, Something Blew
- Prima televisiva: 1º novembre 1964

### Trama
- Guest star: Olan Soule (Mr. Reed), Gene Raymond (Walter J. Armbruster), Brent Battin (messaggero), Francesca Bellini (Stella), Doris Dowling (Irene Adams), James Millhollin (George Wilson), Ollie O'Toole (Mr. Garfield), Linda Henning (ospite party)

## The Love Machine
- Prima televisiva: 8 novembre 1964

### Trama
- Guest star: Joan Huntington (Jill Snowden), Jackie Joseph (Mary Jo Franklin)

## Beauty Contest
- Prima televisiva: 15 novembre 1964

### Trama
- Guest star: Carol Veazie (Mrs. Cavendish), Jonathan Hole (Mr. Whitson), Marian Collier (Madelyn Sawyer), Dick Wilson (rappresentante)

## Not So Comic, Comic
- Prima televisiva: 22 novembre 1964

### Trama
- Guest star: Chet Stratton (Magician), Jackie Russell (Marianne), Larry Hovis (Herbert Wentworth), Lurene Tuttle (Mrs. Wentworth)

## My Robot, the Warden
- Prima televisiva: 29 novembre 1964

### Trama
- Guest star: Robert Gallagher (Bradford Kent)

## The Rhoda Gamble
- Prima televisiva: 6 dicembre 1964

### Trama
- Guest star: Roger C. Carmel (Smiling Louie), Tom D'Andrea (Dave Duren), Kip King (usciere)

## Foreign Relations
- Prima televisiva: 13 dicembre 1964

### Trama
- Guest star: Michael Jackson (dottor Karandas), Bartlett Robinson (Howard Vines), Joyce Vanderveen (Anna Singh)

## Doctor Is In
- Prima televisiva: 16 dicembre 1964

### Trama
- Guest star: Harry Lauter (detective Shane), William Frawley (detective Gladwin), Jack Mullaney (Peter Robinson), Doris Dowling (Irene Adams), Ross Ford (agente di polizia Dove), Tyler McVey (capo della polizia)

## I'll Leave It to You
- Prima televisiva: 23 dicembre 1964

### Trama
- Guest star: William Allyn (Waldo), Charles Ruggles (Jonas Clay), Hope Summers (Edwina)

## Mechanical Perfection
- Prima televisiva: 30 dicembre 1964

### Trama
- Guest star: Marjorie Bennett (Mrs. Carter), Joseph Mell (Mr. Lucas)

## Pool Shark
- Prima televisiva: 6 gennaio 1965

### Trama
- Guest star: Cliff Osmond (Fat Sam), Guy Marks (Knuckles), Richard Angarola (Stephano), Nestor Paiva (Patrone)

## Rhoda's Forgery
- Prima televisiva: 13 gennaio 1965

### Trama
- Guest star: John Abbott (Felix), Edward Colmans (Mr. Sloan), Ben Wright (dealer)

## The Kleptomaniac
- Prima televisiva: 20 gennaio 1965

### Trama
- Guest star: Marianne Stewart (commessa gioielleria), Kay Stewart (dimostrante), Templeton Fox (Matron), Nancy Howard (commessa negozio di profumi), Tom Tully (detective Faber)

## The Lie
- Prima televisiva: 27 gennaio 1965

### Trama
- Guest star: Linda Gaye Scott (Monica Bird)

## Robotic Astronaut
- Prima televisiva: 3 febbraio 1965

### Trama
- Guest star: Tom Peters (Staff Sergeant), John Newton (tecnico), John Clarke (Ted), Johnny Coons (dottor Uhley), Hoke Howell (G.I.), Les Tremayne (generale Shaw)

## The Witness
- Prima televisiva: 10 febbraio 1965

### Trama
- Guest star: Joseph V. Perry (poliziotto), Sherry O'Neil (Blonde), Jack Mullaney (Peter Robinson), Parley Baer (giudice), Harry Fleer (ufficiale pubblico), Len Wayland (Stone)

## Rhoda Meets Dr. Robinson
- Prima televisiva: 17 febbraio 1965

### Trama
- Guest star: Nora Marlowe (Mrs. Moffat)

## Rhoda the Escort
- Prima televisiva: 24 febbraio 1965

### Trama
- Guest star: Michael Panaieff (Boris Megalamanikoff), Susan Wendell (Angela Carruthers)

## A Paris Original
- Prima televisiva: 3 marzo 1965

### Trama
- Guest star: Karl Lukas (Harry), Buddy Lewis (Joe), Richard Angarola (Jeffrey), Roger C. Carmel (Lazlo), Bonnie Jones (Ann), Maurice Marsac (Maximilian)

## Rhoda's Suntan
- Prima televisiva: 10 marzo 1965

### Trama
- Guest star: Nora Marlowe (Mrs. Moffatt), Harry Lauter (tenente Conlon), Jack Mullaney (dottor Peter Robinson), Ross Ford (agente di polizia Dove), Ned Glass (Harry Barnes), Joseph Mell (Carl Schmertz)

## Comic Interference
- Prima televisiva: 17 marzo 1965

### Trama
- Guest star: Nora Marlowe (Mrs. Moffatt), Laurence Haddon (Bill Gazzari), Jack Mullaney (dottor Peter Robinson), Phil Arnold (Zakendorf), Eddie Foy Jr. (Harry Moffatt), Suzanne Tara (danzatrice Watusi)